# أوغست وايزمان
فريدريك ليوبولد أوغست وايزمان (بالألمانية: August Weismann)‏ (17 يناير، 1834 - 5 نوفمبر، 1914) كان عالم أحياء تطوري ألماني. صنّفه إرنست ماير كثاني أكبر منظّر تطوري مرموق من القرن التاسع عشر، بعد تشارلز داروين. أصبح وايزمان مديراً لمعهد علم الحيوان وأول أستاذ متخصص في علم الحيوان في جامعة فرايبورغ.
كانت مساهمته الرئيسية هي نظرية البلازما الجرثومية، والتي تعرف أيضاً باسم الوايزمانية والتي تنص على أنه (في كائن متعدد الخلايا) لا يحدث التوارث إلا عن طريق الخلايا الجنسية — الخلايا الجنسية أو الأمشاج مثل البويضة والحيوانات المنوية. لا تعمل الخلايا الأخرى في الجسد — الخلايا الجسدية— كعوامل وراثية. يتجه الأثر في مسار واحد: تقوم الخلايا الجنسية بإنتاج الخلايا الجسدية ولا تتأثر بأي شيء تتعلمه الخلايا الجسدية، ولا تتأثر أيضاً بأي قدرات يكتسبها الجسد خلال حياته. لا يمكن أن تمر المعلومات الوراثية من خلية جسدية إلى خلية جنسية ومن ثم إلى الأجيال القادمة. يرمز إلى هذه الفكرة باسم حاجز وايزمان. هذه الفكرة، إن صحت، ستستبعد فكرة توريث الخصائص المكتسبة على النحو الذي اقترحه جان باتيست لامارك.
وايزمان اليوم محط إعجاب الكثيرين. اعتبره إرنست ماير أهم المفكرين التطوريين من أيام داروين وحتى نشوء النظرية التركيبة المعاصرة وذلك في 1930-1940 و«أحد أهم علماء الأحياء على مر العصور».

## سيرة حياته

### الشباب والدراسة
والد وايزمان اسمه يوهان كونراد وايزمان كان يعمل كمدرس لمدرسة ثانوية (1804-1880)، يوهان تخرج من قسم اللاهوت واللغات القديمة، وزوجته إليز (1803-1850)، ابنة عضو مجلس المحافظة ورئيس بلدية مدينة شتاده. تلقى أوغسيت وايزمان تعليم برجوازياً تقليدياً كالذي كان منتشراً إبان القرن التاسع عشر، تلقى دروساً في الموسيقى في سن الرابعة، ودروساً في الرسم من جاكوب بيكر (1810-1872) وذلك في معهد فرانكفورتر ستاديليش في سن 14. كان أستاذ البيانو خاصته مهتم بجمع الفراش وهو الذي ألهمه فكرة جمع اليرقات اليافعة. كان تخصص العلوم الطبيعية غير وارد عند وايزمان وذلك بسبب التكلفة المرتفعة ومحدودية فرص العمل بعد التخرج. قام صديق العائلة، فريدرش فولر (1800-1882)، باقتراح دراسة الطب. ساعدته دفعه مالية قادمه من ميراث والدة وايزمان بالدراسة في غوتينغن. بعد تخرجه عام 1856، قام بكتابة أطروحته حول تركيب حمض الهيبوريك في جسم الإنسان

### حياته المهنية
تولى وايزمان منصب مساعد في عيادة ستادتيليش (عيادة المدينة) في روستوك مباشرة بعد الجامعة. نجح وايزمان في تقديم مخطوطتين، واحدة حول حمض الهبيوريك في الحيوانات العاشبة، وواحدة حول محتوى الملح في بحر البلطيق، وفاز بجائزتين. الورقة التي كانت حول الملح أقنعته بالعدول عن أن يصبح كيميائياً، لأنه رأى نفسه يفتقر إلى مهارة ودقة العطّار.
بعد زيارة دراسية إلى فيينا لرؤية ومشاهدة المتاحف والعيادات، تخرج وايزمان كطبيب واستقر في فرانكفورت عام 1868. خلال الحرب التي دارت بين النمسا، فرنسا وإيطاليا عام 1859، أصبح وايزمان رئيس إدارة الخدمات الطبية في الجيش. خلال إجازة العمل، انتقل إلى شمال إيطاليا إلى مقاطعة تيرول. بعد قضاء إجازته المدفوعة الراتب التي قضاها في باريس، عمل مع رودولف ليكرت في جامعة غيسن. عاد إلى فرانكفورت كطبيب شخصي لدوق النمسا ستيفن المنفي إلى قلعة سكهومبورغ (1861-1863).
في عام 1863، أصبح أستاذاً لعلم التشريح المقارن وعلم الحيوان؛ أستاذ غير عادي من عام 1866؛ استاذاً متفرغاً من عامي 1873 إلى 1912، وأول مدير لمعهد ألبرت الحيواني في جامعة ألبرت لودفيغز في فرايبورغ في مدينة بريسغاو. تقاعد عام 1912.
ويشار إلى أن ابنه يوليوس وايزمان (1879-1950) كان ملحناً موسيقياً.

## مساهماته في علم الأحياء التطوري
في بداية انشغال وايزمان في نظرية التطور كان هناك تصارع في داخله مع نظرية الخلق المسيحية كبديل محتمل. في كتابه  Über die Berechtigung der Darwin'schen Theorie  (تبرير النظرية الداروينية) قام بالمقارنة بين نظرية الخلق والتطور وخلُص إلى ان الكثير من الحقائق البيولوجية يمكن إستيعابها بسهولة في نطاق نظرية التطور، ولكن تلك الحقائق تبدو كألغاز إذا ما حاولنا اعتبارها كنتاج لنظرية الخلق.
بعد هذا الكتاب، قبل وايزمان بنظرية التطور كحقيقة مثلها من الافتراضات الأساسية في علم الفلك (على سبيل المثال مركزية الشمس). موقف وايزمان تجاه اّلية التوريث ودورها في عملية التطور تغير خلال مراحل حياته المختلفة.

## الجوائز
حصل وايزمان على وسام داروين-والاس من المجتمع العلمي البريطاني في عام 1908.

## منشورات وايزمان
- مقالات عن الوراثة (1889) أوكسفورد كلارندن – النص الكامل عبر الإنترنت
- الجرثومة البلازمية، نظرية الوراثة (1893) – النص الكامل عبر الإنترنت
- 1868. Über die Berechtigung der Darwin'schen Theorie: Ein akademischer Vortrag gehalten am 8. Juli 1868 in der Aula der Universität zu Freiburg im Breisgau. Engelmann, Leipzig.
- 1872. Über den Einfluß der Isolierung auf die Artbildung. Engelmann, Leipzig.
- 1875. Studien zur Descendenz-Theorie. I. Ueber den Saison-Dimorphismus der Schmetterlinge. Leipzig.
- 1876. Studien zur Descendenztheorie: II. Ueber die letzten Ursachen der Transmutationen. Leipzig.
- 1883. Die Entstehung der Sexualzellen bei den Hydromedusen: Zugleich ein Beitrag zur Kenntniss des Baues und der Lebenserscheinungen dieser Gruppe. Fischer, Jena.
- 1885. Die Continuität des Keimplasmas als Grundlage einer Theorie der Vererbung. Fischer, Jena.
- 1887. Zur Frage nach der Vererbung erworbener Eigenschaften. In: Biol. Zbl. 6:33–48
- 1887. Über die Zahl der Richtungskörper und über ihre Bedeutung für die Vererbung. Fischer, Jena.
- 1892. Das Keimplasma: eine Theorie der Vererbung. Fischer, Jena.
- 1892. Aufsätze über Vererbung und angewandet biologische Fragen. Fischer, Jena.
- 1893. Die Allmacht der Naturzüchtung: eine Erwiderung an هربرت سبنسر. Jena.
- 1902. Vorträge über Deszendenztheorie: Gehalten an der Universität zu Freiburg im Breisgau. Fischer, Jena. 2 Bde.

## روابط خارجية
- أوغست وايزمان على موقع الموسوعة البريطانية (الإنجليزية)
- أوغست وايزمان على موقع الموسوعة البريطانية (الإنجليزية)
- أوغست وايزمان على موقع إن إن دي بي (الإنجليزية)